# Линновский мост
Линновский мост — мост в городе Павловске (Пушкинский район Санкт-Петербурга). По нему Мариинская улица пересекает реку Славянку.
Название моста возникло в середине XVIII века (официально утверждено 6 ноября 1997 года). Дано по находившейся в середине XVIII веке на месте современной Мариинской улице деревне Линна (фин. linna — крепость). А та в свою очередь именовалась по существовавшей с 1702 года поблизости шведской крепости.
Линновский мост был построен в 1790-х годах, а в 1820-х перестроен. Автором проекта был архитектор Ч. Камерон. Сегодня мост является объектом культурного наследия федерального значения «Мост и плотина Линновские» (плотина находится в 60 метрах выше по течению Славянки). Он входит в ансамбль «Парк „Мариенталь“».